# Британски гамбит
Британски гамбит је југословенски драмски телевизијски филм из 1998. године. Режирао ју је Владимир Момчиловић, а сценарио је написао Божидар Зечевић.

## Кратак садржај
Два пријатеља, бивши ратни супарници, срећу се у једном лондонском клубу у освит распада СФРЈ, о чему имају различита мишљења и гледишта. Током партије шаха, на површину испливава војничка сујета и поново се постављају историјско-политичка питања, на која је јако тешко одговорити.

## Улоге
| Глумац      | Улога                                                               |
| ----------- | ------------------------------------------------------------------- |
| Љуба Тадић  | официр за везу при четницима                                        |
| Стево Жигон | сер Фицрој Меклин, британски официр за везу при Врховном штабу НОВЈ |
| Ана Симић   | мала Мод                                                            |